# Escape-ism
Escape-ism è un brano musicale funk scritto ed eseguito da James Brown. Venne pubblicato in due parti su singolo nel 1971 come prima uscita della sua etichetta discografica personale, la People Records. 
Negli Stati Uniti il singolo raggiunse la sesta posizione nella classifica R&B e la numero 35 in quella Pop nel 1971. La traccia venne inoltre inclusa nell'album Hot Pants del 1971. Una versione integrale del pezzo precedentemente inedita della durata di diciannove minuti è stata inclusa nella ristampa del 1992 dell'album in formato compact disc. Secondo il giornalista musicale e critico Robert Christgau, la canzone fu "presumibilmente incisa in studio per ammazzare il tempo in attesa che Bobby Byrd arrivasse".
Una versione dal vivo di Escape-ism è inclusa nell'album Revolution of the Mind.